# Pitcairnia nematophora
Pitcairnia nematophora är en gräsväxtart som beskrevs av Lyman Bradford Smith och Robert William Read. Pitcairnia nematophora ingår i släktet Pitcairnia och familjen Bromeliaceae. Inga underarter finns listade i Catalogue of Life.